# Eutettix pictus
Eutettix pictus är en insektsart som beskrevs av Van Duzee 1892. Eutettix pictus ingår i släktet Eutettix och familjen dvärgstritar. Inga underarter finns listade i Catalogue of Life.